# İlhan Mansız
İlhan Mansız (n. 10 august 1975) este un fost fotbalist turc.

## Statistici
| Turcia | Turcia  | Turcia |
| An     | Meciuri | Goluri |
| ------ | ------- | ------ |
| 2001   | 2       | 1      |
| 2002   | 13      | 5      |
| 2003   | 6       | 1      |
| Total  | 21      | 7      |